# Wiener-Cup 1930-1931
La Wiener-Cup 1930-1931 è stata la 13ª edizione della coppa nazionale di calcio austriaca.